# Rhene phoenicea
Rhene phoenicea är en spindelart som först beskrevs av Simon 1888.  Rhene phoenicea ingår i släktet Rhene och familjen hoppspindlar. Inga underarter finns listade i Catalogue of Life.